# Chamaeleo
A Chamaeleo a hüllők (Reptilia) osztályának pikkelyes hüllők (Squamata) rendjébe, ezen belül a kaméleonfélék (Chamaeleonidae) családjába tartozó nem.

## Rendszerezés
A nembe az alábbi 14 faj tartozik:
- afrikai kaméleon (Chamaeleo africanus) Laurenti, 1768
- Chamaeleo anchietae Bocage, 1872
- Chamaeleo arabicus (Matschie, 1893)
- Chamaeleo calcaricarens Böhme, 1985
- sisakos kaméleon (Chamaeleo calyptratus) Duméril & Bibron, 1851
- európai kaméleon (Chamaeleo chamaeleon) (Linnaeus, 1758)
- laposfejű kaméleon (Chamaeleo dilepis) Leach, 1819
- kecses kaméleon (Chamaeleo gracilis) Hallowell, 1842
- Chamaeleo laevigatus (Gray, 1863)
- Chamaeleo monachus (Gray, 1865)
- Namaqua-kaméleon (Chamaeleo namaquensis) (Smith, 1831)
- Chamaeleo necasi Ullenbruch, Krause & Böhme, 2007
- szenegáli kaméleon (Chamaeleo senegalensis) Daudin, 1802
- Chamaeleo zeylanicus Laurenti, 1768